# 世耕弘成
世耕弘成（1962年11月9日—），日本政治家，出身於大阪府大阪市天王寺區。為參議院議員（4次當選）。原為自民黨籍，在自民黨內屬於安倍派（清和政策研究會）。
歷任經濟產業大臣、內閣總理大臣補佐官、內閣官房副長官等要職。學校法人近畿大學第4代理事長。
出身於教育家和政治家世家。祖父世耕弘一是近畿大學初代理事長，曾擔任經濟企劃廳長官；父親世耕政隆是近畿大學第3代理事長。
2013年5月，與當時屬於民主黨的參議院議員林久美子結婚。是自1949年園田直和松谷天光光結婚之後，時隔64年日本國會再有分屬不同政黨的現任國會議員結婚。
2024年4月4日，世耕弘成与其他38名自民党党员涉及日本政治献金丑闻事件，而世耕弘成收到自民党的退党建议，随后自行退出自民党，並以無黨籍投入和歌山縣第2區眾議員選舉，當選。

## 荣誉

### 外国勋章奖章
- 奥兰治-拿骚大军官勋章（荷兰，2014年10月25日公布[4]）：荷兰国王威廉-亚历山大于2014年10月29日至31日对日本进行国事访问。
- 民事功绩大十字勋章（西班牙语：Orden del Mérito Civil (España)）（西班牙，2017年3月31日批准[5]）：西班牙国王费利佩六世于2017年4月4日至7日对日本进行国事访问。

## 外部連結
- 官方網站 （页面存档备份，存于）
- 世耕日記 （页面存档备份，存于）
- 世耕弘成 (SekoHiroshige)的X（前Twitter）

| 官衔            | 官衔                                            | 官衔            |
| --------------- | ----------------------------------------------- | --------------- |
| 前任： 芝博一   | 內閣官房副長官（政務擔當·參議院） 2012年—2016年 | 繼任： 現職     |
| 議會席位        |                                                 |                 |
| 前任： 木村仁   | 參議院總務委員長 2005年—2006年                  | 繼任： 山内俊夫 |
| 政党职务        |                                                 |                 |
| 前任： 岩城光英 | 自由民主黨參議院政策審議會長 2012年             | 繼任： 橋本聖子 |
| 學術機關職務    |                                                 |                 |
| 前任： 世耕弘昭 | 近畿大學理事長 2011年—2013年                    | 繼任： 清水由洋 |